# Skåltjärnen, Dalarna
Skåltjärnen är en sjö i Mora kommun i Dalarna och ingår i Dalälvens huvudavrinningsområde.